# Heaven's Gate (seita)
Heaven's Gate foi um novo movimento religioso nos Estados Unidos, conhecido principalmente pelos suicídios em massa cometidos por seus membros em 1997. Frequentemente designado como uma seita, foi fundado em 1974 e liderado por Marshall Applewhite (1931–1997) e Bonnie Nettles (1927–1985), conhecidos dentro do movimento como Do e Ti. Nettles e Applewhite se conheceram em 1972 e embarcaram em uma jornada de descoberta espiritual, identificando-se como as duas testemunhas do livro do Apocalipse, atraindo um grupo de seguidores que chegou a algumas centenas de pessoas em meados da década de 1970. Em 1976, um grupo central de algumas dezenas de membros parou de recrutar novos seguidores e instituiu um estilo de vida monástico.
Estudiosos descreveram a teologia do Heaven's Gate como uma mistura de milenarismo cristão, Nova Era e ufologia, sendo caracterizado como uma religião OVNI. A crença central do grupo era que os seguidores poderiam se transformar em seres extraterrestres imortais ao rejeitar sua natureza humana e ascendendo ao céu, referido como o "Próximo Nível" ou "O Nível Evolutivo Acima do Humano". A morte de Nettles por câncer em 1985 desafiou as visões do grupo sobre ascensão; embora originalmente acreditassem que ascenderiam ao céu vivos a bordo de um OVNI, passaram a crer que o corpo era apenas um "recipiente" ou "veículo" para a alma, e que sua consciência seria transferida para "corpos do Próximo Nível" após a morte.
Em 26 de março de 1997, policiais do Departamento do Xerife do Condado de San Diego descobriram os corpos dos 39 membros ativos do grupo, incluindo Applewhite, em uma casa no subúrbio de Rancho Santa Fe, no Condado de San Diego. Eles haviam participado de uma série coordenada de suicídios rituais, coincidindo com a aproximação mais próxima do Cometa Hale–Bopp. Pouco antes do suicídio em massa, o site do grupo foi atualizado com a mensagem: "Hale–Bopp traz o fechamento para o Heaven's Gate... nossos 22 anos de sala de aula aqui no planeta Terra estão finalmente chegando ao fim – 'graduação' do Nível Evolutivo Humano. Estamos felizes e preparados para deixar 'este mundo' e ir com a tripulação de Ti."

## História
Marshall Applewhite (nascido em 1931) era filho de um ministro presbiteriano, que, no início da década de 1970, depois de ser demitido da Universidade de St. Thomas em Houston (Texas) por causa de um suposto relacionamento com uma de suas alunas, começou a estudar as profecias bíblicas.
Em março de 1972, conheceu Bonnie Nettles, uma enfermeira casada de 44 anos que estudava teosofia e profecia bíblica. Ambos se tornaram amigos íntimos. Logo após, ele afirmou ter sentido que eles já se conheciam por um longo tempo e concluiu que eles haviam se conhecido em uma vida anterior. Ela disse a ele que o encontro dos dois já fora previsto por alienígenas, assim o persuadindo a acreditar que ele havia recebido uma tarefa divina.
Os dois estudaram a vida de São Francisco de Assis e leram obras de autores como Helena Blavatsky, R. D. Laing e Richard Bach. Eles mantinham uma cópia da Bíblia do Rei Jaime com eles e estudaram várias passagens do Novo Testamento, focando nos ensinamentos sobre cristologia, ascetismo e escatologia. Applewhite também costumava ler títulos de ficção científica, incluindo as obras de Robert A. Heinlein e Arthur C. Clarke. Em pouco tempo, as crenças de ambos se solidificaram em algo uniforme. Eles concluíram que haviam sido escolhidos para cumprir profecias bíblicas e que haviam recebido mentes de nível superior de outras pessoas.
Em 19 de junho, publicaram um panfleto que descrevia a reencarnação de Jesus em um texano, em referência a Applewhite. Depois, concluíram ser as duas testemunhas descritas no livro de Apocalipse e ocasionalmente visitaram igrejas ou outros grupos espirituais para falar de suas identidades, sempre referindo a si mesmos como "Os Dois", ou "A Dupla OVNI". Acreditavam que faleceriam e então seriam restaurados à vida e transportados para uma espaçonave, devendo tal fato ser testemunhado por outras pessoas. Este evento, o qual era chamado de "a Demonstração", seria a prova concreta de todas as suas afirmativas. Para seu desânimo, essas ideias receberam uma recepção negativa.
Posteriormente, os dois decidiram contatar extraterrestres e procuraram por seguidores que pensassem da mesma forma. Eles publicaram propagandas para encontros, onde recrutaram discípulos, os quais eles chamavam de "tripulantes". Durante estes eventos, eles afirmavam representar seres de outro planeta, o Próximo Nível, que procuravam participantes para um experimento. Eles também afirmavam que aqueles que concordassem em participar do experimento, ascenderiam a um nível evolucionário ainda maior.
Em abril de 1975, durante uma reunião com um grupo metafísico de oitenta pessoas liderado por Clarence Klug em Studio City, um distrito de Los Angeles (Califórnia), eles compartilharam sua revelação "simultânea" de que haviam sido informados de que eram as duas testemunhas descritas no Livro do Apocalipse. Nessa reunião ganharam entre 23 e 27 adeptos.
Os dois usaram uma variedade de pseudônimos com o passar dos anos, notavelmente "Bo e Peep" e "Do e Ti". Assim como os fundadores, o grupo antes de adotar o nome "Heaven's Gate" obteve outros nomes, um nome anteriormente conhecido era a "Metamorfose Humana Individual" e o mesmo se reinventou e mudou de nome várias vezes, além de contar com uma boa variedade de métodos de recrutamento. Applewhite acreditava que ele era um descendente direto de Jesus, o que significava que ele estava a um nível acima dos outros humanos.

## Sistema de crenças
Todos os "tripulantes" da Heaven's Gate acreditavam que o planeta Terra estava prestes a ser reciclado (limpo, renovado e rejuvenescido) e o único meio de sobreviver era o deixando imediatamente. Enquanto o grupo anteriormente era contra o suicídio, eles redefiniram o sentido de "suicídio" em seu próprio contexto para significar "passar para o Próximo Nível quando estiver recebendo uma chance" e acreditavam que seus corpos "humanos" eram apenas recipientes para ajudá-los em sua jornada. Em uma conversa, quando se referiam a uma pessoa ou ao corpo de uma pessoa, eles usavam a palavra "veículo".
Eles acreditavam que "para se qualificar para ser um membro do Próximo Nível, os humanos deveriam se livrar de qualquer coisa que os vinculassem ao planeta". Isso significava que todos os membros deveriam desistir de todas as suas características humanas, como suas famílias, amigos, sexualidade, individualidade, empregos, dinheiro e posses.
Estes básicos de crenças do grupo se mantiveram consistentes com o passar dos anos; no entanto, os "detalhes de suas ideologias eram flexíveis o suficiente para passar por modificações".
Um conceito de crença New Age que Applewhite e Nettles adotaram era a hipótese do astronauta ancião. O termo "astronauta ancião" é usado para se referir a várias formas do conceito de que "ovináutas" visitaram o nosso planeta em um passado distante. Applewhite e Nettles adotaram esse conceito e adaptaram a crença de que "alienígenas plantaram as sementes da humanidade atual há milhões de anos e estariam voltando para colher o resultado do seu trabalho em forma de indivíduos evoluídos espiritualmente que tomariam a frente dos futuros cosmonautas. Apenas alguns seletos da humanidade seriam escolhidos para ascender até este nível. O resto seria deixado para morrer na atmosfera tóxica de um mundo corrupto.
Os integrantes da seita acreditavam que os alienígenas do espaço - chamados de Luciferianos - falsamente se apresentavam aos terráqueos como "Deus" e conspiravam para impedir o desenvolvimento dos humanos. Esses alienígenas seriam humanoides tecnicamente avançados que:
1. teriam espaçonaves capazes de fazer viagens no espaço-tempo;
2. fariam uso de telepatia;
3. teriam uma maior longevidade;
4. usariam hologramas para falsificar milagres; e
5. corromperam todas as religiões existentes na Terra.[10][30]

## Estrutura
Membros do grupo desistiram de suas posses materiais e viveram uma vida altamente ascética. Eles viviam muito próximos e tudo era compartilhado em comunidade. Oito dos membros do sexo masculino do grupo, incluindo Applewhite, voluntariamente passaram por um processo de castração no México, a fim de manter o seu estilo de vida livre de sexualidade.
A Heaven's Gate obtinha lucros desenvolvendo websites profissionais para clientes pagantes sob o nome de "Fonte Maior".

## Suicídio coletivo

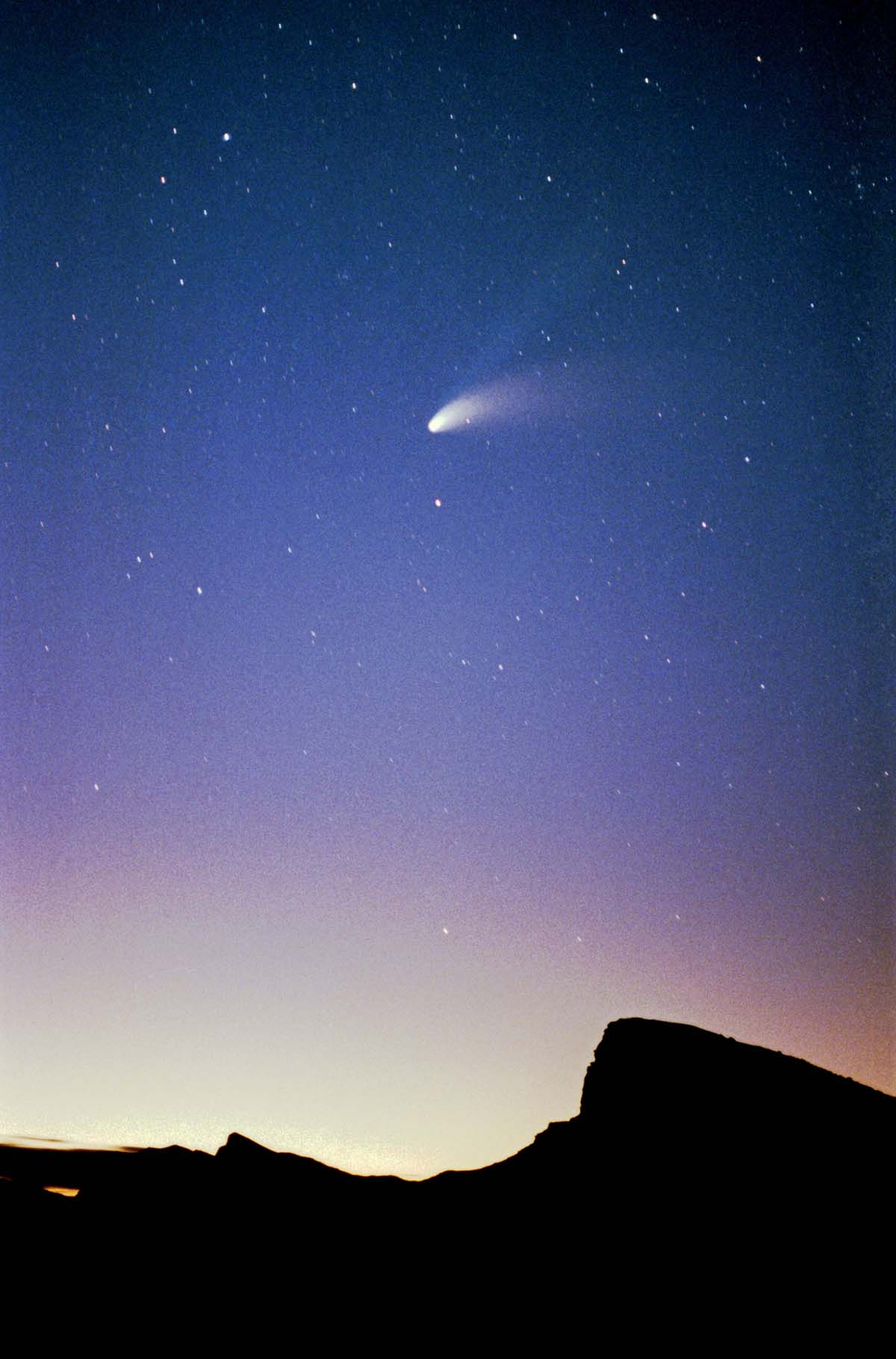
El cometa Hale-Bopp visto nos céus da Califórnia em abril de 1997

Nos dias 19 e 20 de março, Marshall Applewhite filmou a si mesmo falando sobre suicídio em massa e afirmou que "este seria o único meio de evacuar esta Terra". Após afirmar que uma espaçonave estava seguindo o cometa Hale–Bopp, Applewhite persuadiu 38 membros a cometer suicídio, assim suas almas poderiam subir a bordo. Applewhite afirmou que após suas mortes, um objeto voador não identificado (OVNI) tomaria suas almas para outro "nível de existência acima do humano", o qual ele descreveu ser ambos físico e espiritual. Isto e outras crenças baseadas em OVNIs mantidas pelo grupo levou a alguns observadores a caracterizar o grupo como algum tipo de religião OVNI. Em outubro de 1996, o grupo comprou seguros de abdução alienígena para cobrir a vida de cinquenta membros pelo custo de $ 10 000.
Em seguida, o grupo alugou uma mansão de aproximadamente 850 m², localizada próximo ao 18 341 Colina Norte (mais tarde com o nome trocado para Paseo Victoria) em uma comunidade fechada de casas na área do Rancho Santa Fe em San Diego de Sam Koutchesfahani, pagando a quantia de $ 7 000 por mês em dinheiro.
Eles tomaram fenobarbital misturado com suco de maçã e vodka. Adicionalmente, eles tinham sacolas plásticas em suas cabeças após ingerir a mistura, a fim de induzir a asfixia. As autoridades encontraram os corpos estirados em seus próprios beliches, faces e toráxes cobertos por um pedaço de tecido roxo. Cada membro carregava uma nota de cinco dólares e três moedas de vinte e cinco centavos em seus bolsos: a nota de cinco dólares era para cobrir multas de ociosidade enquanto os membros estavam ausentes de seus trabalhos, enquanto as moedas seriam para fazer ligações telefônicas. Eles mantiveram isso nos bolsos no momento da morte como forma de humor negro. Todos os 39 estavam vestidos com camisas pretas, calças de ginástica, tênis novos da marca Nike e patches nos ombros com os dizeres "Heaven's Gate Away Team" (uma espécie de referência a série Star Trek). Os adeptos, com idades entre 26 e 72 anos, podem ter morrido em três grupos durante três dias consecutivos, com os participantes restantes limpando tudo após a morte dos grupos anteriores. Quinze membros faleceram no dia 24 de março, mais quinze no dia 25 de março e nove no dia 26. O líder Applewhite foi o antepenúltimo membro a falecer; duas mulheres continuaram após sua morte e foram as únicas encontradas sem sacolas plásticas nas cabeças. Entre os mortos, estava Thomas Nichols, irmão da atriz Nichelle Nichols, que é conhecida pelo seu papel de Uhura na série original para televisão de Star Trek.
Apenas um dos membros do grupo, Rio DiAngelo/Richard Ford, não cometeu suicídio. Ele filmou toda a mansão em Rancho Santa Fe; no entanto, a fita não foi mostrada a polícia até 2002, cinco anos após o evento.
A morte em massa do grupo Heaven's Gate foi divulgada amplamente na mídia como exemplo de suicídio em massa.
Dois ex-membros do Heaven's Gate, Wayne Cooke e Charlie Humphreys, mais tarde cometeram suicídio de forma similar. Humphreys sobreviveu a um pacto suicida com Cooke em maio de 1997, mas acabou matando a si mesmo em fevereiro de 1998.

## Cobertura da mídia acerca do suicídio
Conhecida pela grande mídia (embora tenha sido ignorada durante os anos 80 e 90), a Heaven's Gate era conhecida por uma série de estudos acadêmicos escritas pelo sociologista Robert Balch. Art Bell, o âncora da rádio Coast to Coast AM, já havia mencionado sobre o Heaven's Gate e o "objeto misterioso" na sombra do cometa Hale-Bopp em alguns programas.
A Heaven's Gate recebeu cobertura no livro de Jacques Vallée. Mensageiros da Decepção (1979), no qual o autor descreve uma das reuniões públicas organizadas pelo grupo. No livro, Vallée frequentemente expressa preocupação com as expressões autoritárias, políticas e religiosas passadas pelo grupo.
Em janeiro de 1994, a revista LA Weekly publicou um artigo sobre a seita. Através deste artigo, Rio DiAngelo descobriu o grupo e acabou se juntando a eles.
Louis Theroux contatou o Heaven's Gate enquanto fazia um programa para a sua série de documentários para a BBC Two, "Louis Theroux's Weird Weekends", em março de 1997. Em resposta a seu e-mail, Theroux disse que a Heaven's Gate não poderia participar do documentário, eles afirmavam que, "no momento em que vivemos, participar em um projeto como esse seria uma interferência com o que estamos tentando focar".
Rio DiAngelo, um sobrevivente do grupo foi o assunto da LA Weekly de 2007 sobre a história da seita.

## Na cultura popular
- A mixtape hip-hop lançada em 2012 Duality de Captain Murphy contém segmentos de audio de Marshall Applewhite.[46]
- O curta de 2015 Help Me Have No Human Ways (produzido pela Filmiracle Productions e dirigido por Luciano Imperoli) é baseado nos ensinamentos do Próximo Nível de Ti & Do. O filme também conta com escrita colaborativa e um número musical pelo ex-membro da Heaven's Gate, Sawyer.[47]
- O single "Nikes" de Frank Ocean, lançado em 2016, faz referência ao grupo, especialmente num trecho que menciona panos roxos sobre o corpo.
- O Ep experimental de Rock/Metalcore/Trap lançado em 2020 Heaven's Gate da Dupla DragonBoy$ contém uma música de mesmo nome e segmentos de áudio de Marshall Applewhite.
- Em 2020, 23 anos após o caso, a revista People relembrou a história com uma reportagem.[48]
- A faixa da banda britânica Porcupine Tree “Last Chance to Evacuate Planet Earth Before It Is Recycled”, do álbum Lightbulb Sun, apresenta um discurso do líder do culto religioso Heaven’s Gate. O discurso é retirado do vídeo que eles fizeram antes de se matar, como forma de explicar ao resto do mundo por que eles fizeram isso.[49]

### Bibiliografia
- Balch, Robert W. (1982).  Roy Wallis, ed. «Bo and Peep: A Case Study of the Origins of Messianic Leadership». Millennialism and charisma. Belfast: Queen's University
- Balch, Robert W. (1985).  Rodney Stark, ed. «When the Light Goes Out, Darkness Comes: A Study of Defection from a Totalistic Cult». Religious Movements: Genesis, Exodus and Numbers. Paragon House Publishers. pp. 11–63
- Balch, Robert W. (1995).  James R. Lewis, ed. «Waiting for the ships: disillusionment and revitalization of faith in Bo and Peep's UFO cult». The Gods have Landed: New Religions from Other Worlds. Albany: SUNY
- DiAngelo, Rio (2007). Beyond Human Mind: The Soul Evolution of Heaven's Gate. [S.l.]: Rio DiAngelo Press
- Lalich, Janja (2004). Bounded Choice: True Believers and Charismatic Cults. [S.l.]: University of California Press. ISBN 0-520-23194-5
- Lewis, James R., ed. (2001). Odd Gods: New Religions & the Cult Controversy. [S.l.]: Prometheus Books. ISBN 1-57392-842-9
- Theroux, Louis (2005). The Call of the Weird. [S.l.]: Pan Macmillan. pp. 207–221
- Lewis, James R. (2003). «Legitimating Suicide: Heaven's Gate and New Age Ideology». In:  Christopher Partridge. UFO Religions. [S.l.]: Psychology Press. ISBN 978-0-415-26324-5
- Raine, Susan (2005). «Reconceptualising the Human Body: Heaven's Gate and the Quest for Divine Transformation». Elsevier. Religion. 35 (2): 98–117. doi:10.1016/j.religion.2005.06.003
- Zeller, Benjamin E. (2010). Prophets and Protons: New Religious Movements and Science in Late Twentieth-Century America. [S.l.]: NYU Press. ISBN 978-0-8147-9720-4
- Zeller, Benjamin E. (2010). «Extraterrestrial Biblical Hermeneutics and the Making of Heaven's Gate». University of California Press. Nova Religio. 14 (2): 34–60. doi:10.1525/nr.2010.14.2.34
- Lifton, Robert Jay (2000). Destroying the World to Save it: Aum Shinrikyō, Apocalyptic Violence, and the New Global Terrorism. [S.l.]: Macmillan Publishers. ISBN 978-0-8050-6511-4
- Chryssides, George D. (2005). «'Come On Up and I Will Show Thee': Heaven's Gate as a Postmodern Group». In:  James R. Lewis and Jesper Aagaard Petersen. Controversial New Religions. [S.l.]: Oxford University Press. ISBN 978-0-19-515682-9
- Balch, Robert; Taylor, David (2002). «Making Sense of the Heaven's Gate Suicides». In:  David G. Bromley and J. Gordon Melton. Cults, Religion, and Violence. [S.l.]: Cambridge University Press. ISBN 978-0-521-66898-9
- Urban, Hugh (2000). «The Devil at Heaven's Gate: Rethinking the Study of Religion in the Age of Cyber-Space». University of California Press. Nova Religio. 3 (2): 268–302. doi:10.1525/nr.2000.3.2.268
- Bearak, Barry (28 de abril de 1997). «Eyes on Glory: Pied Pipers of Heaven's Gate». The New York Times. Consultado em 11 de junho de 2012
- Goerman, Patricia (2011). «Heaven's Gate: The Dawning of a New Religious Movement». In:  George D. Chryssides. Heaven's Gate: Postmodernity and Popular Culture in a Suicide Group. [S.l.]: Ashgate Publishing. ISBN 978-0-7546-6374-4